# کلود-اتین ساواری

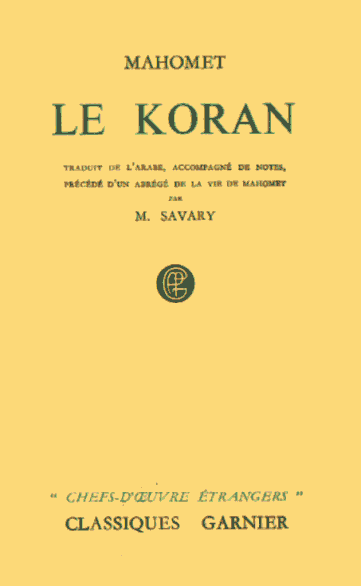
Le Koran

کلود-اتی‌ین ساواری (به فرانسوی: Claude-Étienne Savary) خاورشناس فرانسوی و یکی از مترجمان قرآن به زبان فرانسوی است.

## زندگی
در ۲ اکتبر ۱۷۴۹ در شهر ویتره فرانسه، به دنیا آمد و تحصیلاتش را در همان‌جا پی گرفت. در سال ۱۷۷۶ به مصر سفر کرد و این سفر تا سال ۱۷۸۱ به درازا انجامید و مدتی در اسکندریه، رشید و قاهره ماند. در همان‌جا بود که آغاز به ترجمه قرآن زیر نظر مسلمانان کرد. به مدت دو سال نیز به یونان سفر کرد و در رودس و کاندیا ماند.
ترجمهٔ قرآن او در سال ۱۷۸۳ منتشر شد. وی در ۴ فوریه ۱۷۸۸ درگذشت.

## آثار
- روحیه محمد[۲] (۱۷۸۴)
- قرآن[۳] (۱۷۸۶)
- نامه‌هایی درباره مصر[۴] (۱۷۸۶-۱۷۸۵)
- نامه‌هایی درباره یونان[۵] (۱۷۸۸)
- دستور زبان عربی عامیانه و ادبی[۶] (۱۸۱۳)